# Nyugat-Európa
Nyugat-Európa az európai kontinens nyugati fele. Bár a Nyugat-Európa kifejezést gyakran használják, nincs egyetértés abban, hogy mely országok alkotják azt, mert a kifejezés által meghatározott terület a különböző (földrajzi, geopolitikai, kulturális, gazdasági-társadalmi) értelmezések szerint változik.

## Földrajz
Mai elfogadott, szűkebb földrajzi értelemben a következő országokat soroljuk Nyugat-Európához [forrás?]
- a Brit-szigetek országai:
  -  Egyesült Királyság
  - az Egyesült Királyság koronafüggőségei: 
    -  Guernsey Bailiffség
    -  Jersey Bailiffség
    -  Man-sziget

  -  Írország

- Benelux államok:
  -  Belgium
  -  Hollandia
  -  Luxemburg

- Franciaország és környéke:
  -  Andorra[1]
  -  Franciaország[2]
  -  Monaco[3]

Időnként tágabb értelemben Nyugat-Európához sorolják a német nyelvterület országait is, főleg olyan felosztások, amelyek nem különítik el Közép-Európát (például az ENSZ régiói). A kettő közötti átmenetként szokás ezeket az országokat Nyugat-Közép-Európa néven is említeni.
- Ausztria
- Liechtenstein
- Németország
- Svájc

## Nyugat-Európa régebbi értelmezése
A régebbi, tágabb (politikai-földrajzi) értelmezése szerint ide sorolhatjuk az Európai Unió 2004-es bővítése előtti tagországait (Görögország kivételével), valamint az EU-n kívüli Norvégiát és Svájcot. Ezt a tágabban vett Nyugat-Európát történelmi és kulturális múltja különbözteti meg Európa többi részétől, a régebbi, hagyományos értelemben vett Kelet-Európától, azaz a keleti (szocialista) blokktól. 1990 előtt ezt a tágabban vett Nyugat-Európát az észak-amerikai régióval együtt a nyugati világ vagy nyugati országok (rövidebben „a Nyugat”) néven emlegették, és többnyire a liberális demokrácia eszméjével azonosították, és gyakorlatilag ez a terület a köznyelvben a nyugat égtáj szinonimája.